# Vryburgia amaryllidis
Vryburgia amaryllidis är en insektsart som först beskrevs av Bouche 1837.  Vryburgia amaryllidis ingår i släktet Vryburgia och familjen ullsköldlöss. Inga underarter finns listade i Catalogue of Life.